# Clarisse Agbegnenou
Clarisse Agbegnenou (Rennes, 25 de octubre de 1992) es una deportista francesa que compite en judo; tres veces campeona olímpica y seis veces campeona mundial.

## Trayectoria
Participó en tres Juegos Olímpicos de Verano, obteniendo cinco medallas, dos de oro en Tokio 2020, en la categoría de –63 kg y por equipo mixto, plata en Río de Janeiro 2016 (–63 kg) y dos en París 2024, oro en el equipo mixto y bronce en la categoría de –63 kg. En los Juegos Europeos obtuvo tres medallas, dos en Bakú 2015, oro por equipo y bronce en –63 kg y oro en Minsk 2019 (–63 kg).
Ganó nueve medallas en el Campeonato Mundial de Judo entre los años 2013 y 2024, y ocho medallas en el Campeonato Europeo de Judo entre los años 2012 y 2025.
Fue la abanderada de Francia en la ceremonia de apertura de los Juegos Olímpicos de Tokio 2020.
Se graduó en la HEC Paris. Por su trayectoria, fue nombrada caballero de la Orden Nacional del Mérito (2016) y caballero de la Legión de Honor (2021).

## Palmarés internacional
| Juegos Olímpicos   | Juegos Olímpicos        | Juegos Olímpicos  | Juegos Olímpicos |
| Año                | Lugar                   | Medalla           | Categoría        |
| ------------------ | ----------------------- | ----------------- | ---------------- |
| 2016               | Río de Janeiro (Brasil) | Medalla de plata  | –63 kg           |
| 2020               | Tokio (Japón)           | Medalla de oro    | –63 kg           |
| 2020               | Tokio (Japón)           | Medalla de oro    | Equipo mixto     |
| 2024               | París (Francia)         | Medalla de oro    | Equipo mixto     |
| 2024               | París (Francia)         | Medalla de bronce | –63 kg           |
| Campeonato Mundial |                         |                   |                  |
| Año                | Lugar                   | Medalla           | Categoría        |
| 2013               | Río de Janeiro (Brasil) | Medalla de plata  | –63 kg           |
| 2014               | Cheliábinsk (Rusia)     | Medalla de oro    | –63 kg           |
| 2015               | Astaná (Kazajistán)     | Medalla de plata  | –63 kg           |
| 2017               | Budapest (Hungría)      | Medalla de oro    | –63 kg           |
| 2018               | Bakú (Azerbaiyán)       | Medalla de oro    | –63 kg           |
| 2019               | Tokio (Japón)           | Medalla de oro    | –63 kg           |
| 2021               | Budapest (Hungría)      | Medalla de oro    | –63 kg           |
| 2023               | Doha (Catar)            | Medalla de oro    | –63 kg           |
| 2024               | Abu Dabi (EAU)          | Medalla de bronce | –63 kg           |
| Juegos Europeos    |                         |                   |                  |
| Año                | Lugar                   | Medalla           | Categoría        |
| 2015               | Bakú (Azerbaiyán)       | Medalla de oro    | Equipo           |
| 2015               | Bakú (Azerbaiyán)       | Medalla de bronce | –63 kg           |
| 2019               | Minsk (Bielorrusia)     | Medalla de oro    | –63 kg           |
| Campeonato Europeo |                         |                   |                  |
| Año                | Lugar                   | Medalla           | Categoría        |
| 2012               | Cheliábinsk (Rusia)     | Medalla de bronce | –63 kg           |
| 2013               | Budapest (Hungría)      | Medalla de oro    | –63 kg           |
| 2014               | Montpellier (Francia)   | Medalla de oro    | –63 kg           |
| 2015               | Bakú (Azerbaiyán)       | Medalla de bronce | –63 kg           |
| 2018               | Tel Aviv (Israel)       | Medalla de oro    | –63 kg           |
| 2019               | Minsk (Bielorrusia)     | Medalla de oro    | –63 kg           |
| 2020               | Praga (República Checa) | Medalla de oro    | –63 kg           |
| 2025               | Podgorica (Montenegro)  | Medalla de plata  | –63 kg           |